# Termopapír

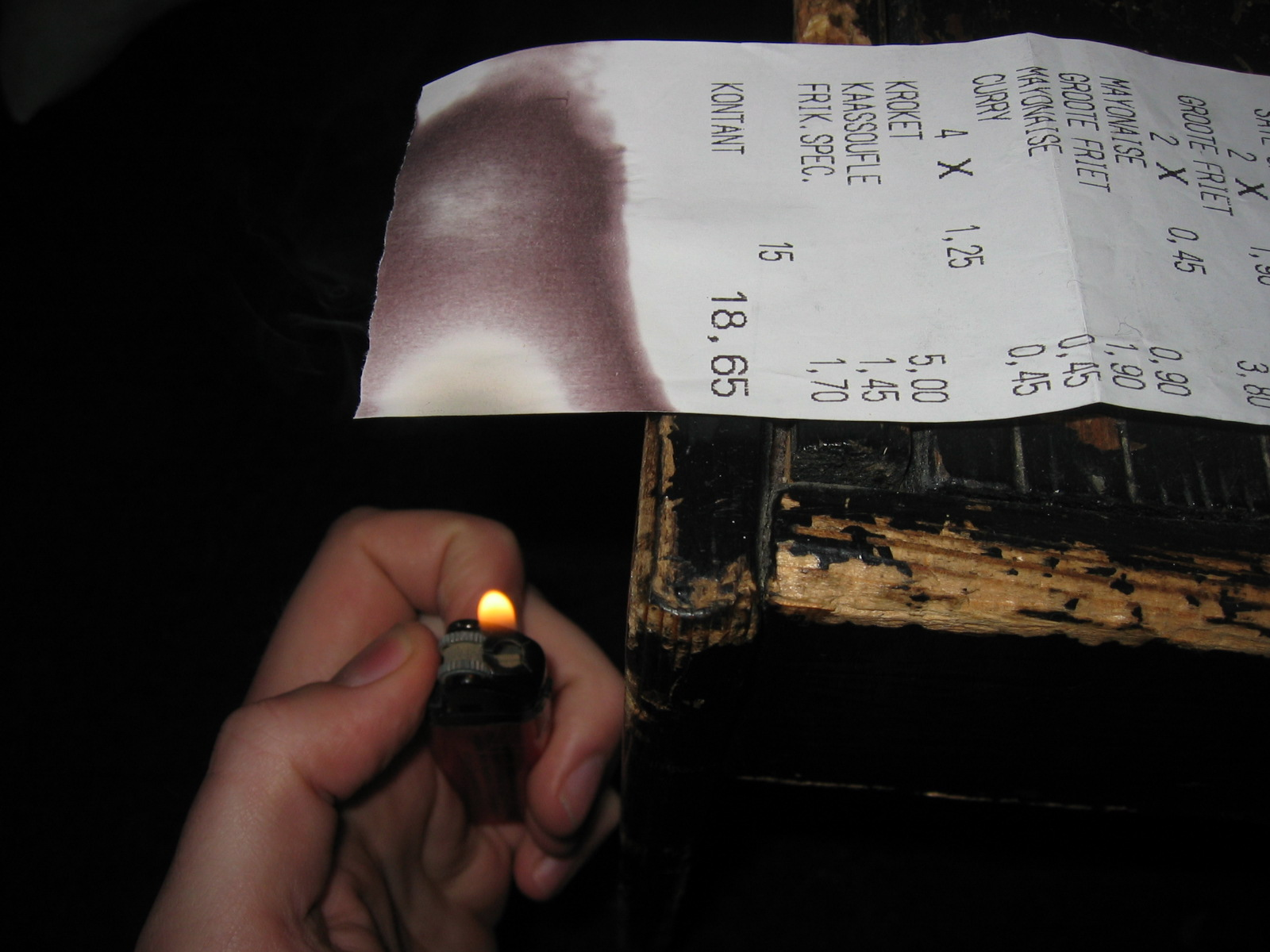
Účtenka na termopapíru. Zdroj tepla v blízkosti papíru jej zabarví.

Termopapír je speciální jemný papír, který je potažen chemickou látkou (často obsahující bisfenol A), která způsobuje, že mění barvu při vystavení teplu. Používá se v termotiskových tiskárnách a zejména v levných nebo lehkých zařízeních, jako jsou například počítací stroje, platebních pokladnách a platebních terminálech.
Povrch papíru je potažen směsí barviva v pevné fázi a vhodné matrice: například kombinace fluoranu leuco dye. Když se matrice zahřeje nad teplotu tání, barvivo reaguje s kyselinou, posune se do zbarvené formy a změněná forma se potom konzervuje v metastabilním stavu, pokud matrice ztuhne dostatečně rychle. Reakční kyselinou v tepelném papíru je často bisfenol A (BPA).
Obvykle se nátěr po zahřátí zbarví načerno, ale někdy se používají nátěry modré nebo červené. Otevřený zdroj tepla, jako je např. plamen, může zabarvit papír; podobně pokud se nehtem rychle přejede přes papír, také se vytvoří dostatek tepla z tření tak, že se na něm objeví viditelná stopa.

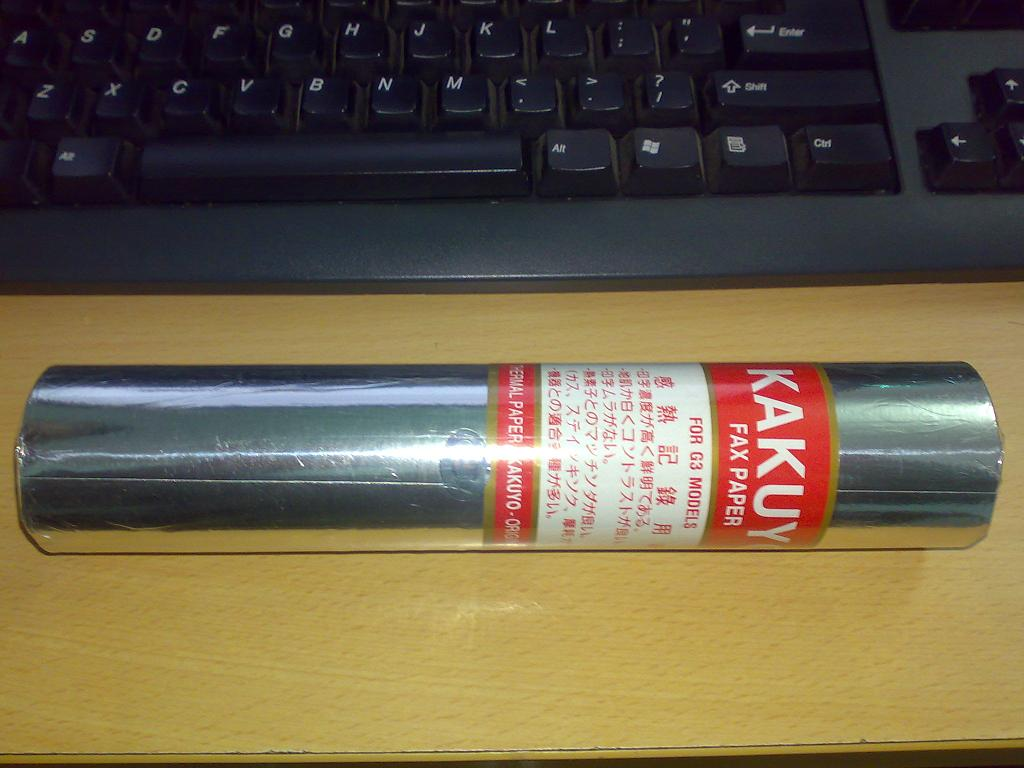
Role papíru pro termofax

Vícebarevný termální papír byl poprvé dostupný na počátku devadesátých let 20. století se zavedením systému Fuji Thermo-Autochrome (TA). Následně byl na počátku nultých let 21. století vyvinut systém Polaroid Zink ("systém nulového inkoustu"). Obě tyto metody se opírají o vícevrstvé nátěry se třemi oddělenými barevnými vrstvami, ale pro nezávislou aktivaci každé vrstvy se používají různé metody.